# Caupolicana niveofasciata
Caupolicana niveofasciata is een vliesvleugelig insect uit de familie Colletidae. De wetenschappelijke naam van de soort is voor het eerst geldig gepubliceerd in 1898 door Friese.